# دابل إليفين
دابل إليفين (بالإنجليزية: Double Eleven)‏، هي شركة بريطانية مطورة وناشرة لألعاب فيديو، أسست عام 2009 في ميدلزبرة، اشتهرت الشركة بإستحداث لعبة غوت سميولايتر.

## الموقع الرسمي
الموقع الرسمي